# 志村龍己
志村 龍己（しむら りゅうき、1986年9月1日 - ）は、山梨県富士吉田市出身の競輪選手。日本競輪学校第98期生。志村太賀（90期）は実兄であり師匠。

## 来歴
幼年時代より空手に取り組んだ。御殿場西高等学校を経て駒澤大学に進学。同大学時代の2008年、ポーランドで行われた第6回世界学生空手道選手権大会の組手（-80㎏級）で3位に入った。その後は、すでに競輪選手となっていた兄の太賀を追って競輪界入り。競輪学校時代の在校競走成績は34位（7勝）。
2010年7月12日、いわき平競輪場でデビューし3着。初勝利は同年8月9日の千葉競輪場。